# Alfie Devine
Alfie Sean Devine (Warrington, 1º agosto 2004) è un calciatore inglese, centrocampista del Preston N.E. in prestito dal Tottenham.

## Carriera

### Club
Ha mosso i primi passi nel mondo del calcio nel settore giovanile del Liverpool, per poi passare al Wigan nel 2015 ed al Tottenham nel 2020. Il 10 gennaio 2021 ha fatto il suo esordio in prima squadra nell'incontro di FA Cup contro il Marine, club di settima divisione, diventando il più giovane calciatore a debuttare con gli Spurs all'età di 16 anni e 162 giorni e mettendo a segno la rete del definitivo 5-0 (ovviamente la sua prima in carriera tra i professionisti) diventa anche il più giovane marcatore nella storia del club londinese in partite ufficiali.
Il 25 agosto 2023 è stato ceduto in prestito al Port Vale in Football League One ed il 2 settembre seguente ha segnato il suo primo gol con il nuovo club nella trasferta vinta 2-1 contro l'Oxford Utd proprio grazie al suo rigore segnato al 96'. Nel mercato invernale è stato richiamato a Londra ed il 17 febbraio è passato con la stessa formula al Plymouth, in Football League Championship.
Il 4 settembre 2024 è stato ceduto in prestito per tutta la stagione 2024-2025 al Westerlo, club della prima divisione belga.
Ritornato a Londra, l'8 agosto 2025 viene nuovamente ceduto in prestito, questa volta al Preston.

### Nazionale
Ha giocato nelle nazionali giovanili inglesi Under-16 ed Under-19.
Il 10 maggio 2023 è stato convocato dalla nazionale Under-20 per partecipare al Campionato mondiale di calcio Under-20 2023; successivamente ha giocato anche con la nazionale inglese Under-21.

## Statistiche

### Presenze e reti nei club
Statistiche aggiornate al 5 aprile 2025.
| Stagione        | Squadra         | Campionato      | Campionato | Campionato | Coppe nazionali | Coppe nazionali | Coppe nazionali | Coppe continentali | Coppe continentali | Coppe continentali | Altre coppe | Altre coppe | Altre coppe | Totale | Totale |
| Stagione        | Squadra         | Comp            | Pres       | Reti       | Comp            | Pres            | Reti            | Comp               | Pres               | Reti               | Comp        | Pres        | Reti        | Pres   | Reti   |
| --------------- | --------------- | --------------- | ---------- | ---------- | --------------- | --------------- | --------------- | ------------------ | ------------------ | ------------------ | ----------- | ----------- | ----------- | ------ | ------ |
| 2021-2022       | Tottenham U-21  | -               | -          | -          | -               | -               | -               | -                  | -                  | -                  | FLT         | 1           | 0           | 1      | 0      |
| 2020-2021       | Tottenham       | PL              | 0          | 0          | FACup+CdL       | 1+0             | 1+0             | -                  | -                  | -                  | -           | -           | -           | 1      | 1      |
| 2021-2022       | Tottenham       | PL              | 0          | 0          | FACup+CdL       | 0               | 0               | -                  | -                  | -                  | -           | -           | -           | 0      | 0      |
| 2022-2023       | Tottenham       | PL              | 0          | 0          | FACup+CdL       | 1+0             | 0               | UCL                | 0                  | 0                  | -           | -           | -           | 1      | 0      |
| 2023-gen. 2024  | Port Vale       | FL1             | 20         | 2          | FACup+CdL       | 2+4             | 0+1             | -                  | -                  | -                  | FLT         | 0           | 0           | 26     | 3      |
| gen.-giu. 2024  | Plymouth        | FLC             | 15         | 0          | FACup+CdL       | 0               | 0               | -                  | -                  | -                  | -           | -           | -           | 15     | 0      |
| 2024-2025       | Westerlo        | PL              | 25         | 5          | CB              | 2               | 0               | -                  | -                  | -                  | -           | -           | -           | 27     | 5      |
| Totale carriera | Totale carriera | Totale carriera | 50         | 1          |                 | 8               | 1               |                    | 0                  | 0                  |             | 7           | 0           | 65     | 2      |